# Futsal Topsport Antwerpen
Futsal Topsport Antwerpen, kortweg FT Antwerpen, is een Belgische zaalvoetbalclub uit Antwerpen.

## Historiek
De club ontstond in 2007 door een fusie van Forcom Antwerpen en ZVC Borgerhout en werd de naam aan van Futsal Topsport Antwerpen. Het stamnummer A05736 van Borgerhout werd hierbij aangehouden. In 2009 volgde wederom een fusie, ditmaal met RSD Edegem en werd de naam gewijzigd in Chase Antwerpen. In het seizoen in het seizoen 2010-'11 won de club voor de eerste maal de Beker van België en in 2011-2012 behaalde de club haar eerste landstitel. Verliezend finalist was Futsal Châtelineau. Vanaf het seizoen 2011-'12 heette de club opnieuw FT Antwerpen.
In 2014 en 2019 won de club de Supercup. In 2014 werd er gewonnen van FT Charleroi en in 2019 van tegen FP Halle-Gooik.

## Palmares
- Landskampioen: 2012
- Beker van België[10]: 2011
- Supercup: 2014 en 2019

## Bekende spelers
- Yassin Achabar
- Karim Bachar

- Aziz Hitou[11]
- Bart Michiels
- David Morant[12]

- Ahmed Sababti[13][14]
- Amar Zouggaghi